# 新唐人電視台
新唐人電視台（英語：New Tang Dynasty Television，簡稱：NTDTV），是大纪元媒體集團旗下的中文電视频道，亦有英、法、西等多語種。2001年12月於紐約成立，2002年2月在美国開始播放，在各大洲擁有60多个记者站，透过卫星、有线和无线电视以及网路电视全天候24小時向亚洲、欧洲和北美洲播送。《基督教科學箴言報》認為其為「美國境內首家獨立中文電視台」，《華爾街日報》報導，新唐人為非营利，內容不經過中華人民共和國政府的審查，涵蓋全世界2億漢語觀眾（包括5千萬中華人民共和國的觀眾）。成立宗旨為促進中華人民共和國新聞自由、扭轉中華人民共和國政府訊息審查和宣傳的影響，向中華人民共和國及自由世界提供不受官方審查過濾的信息報導。

## 簡史

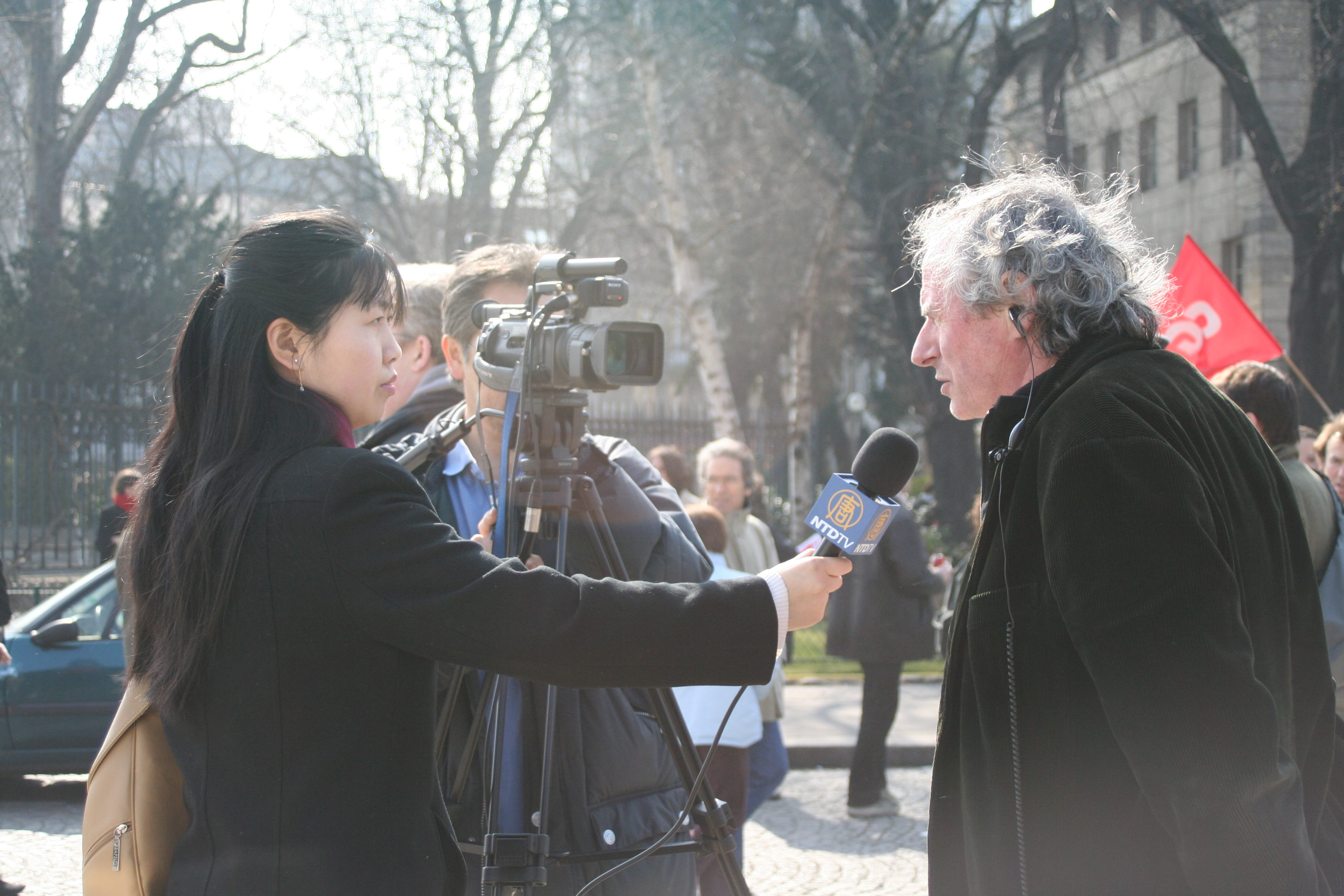
新唐人電視台記者採訪

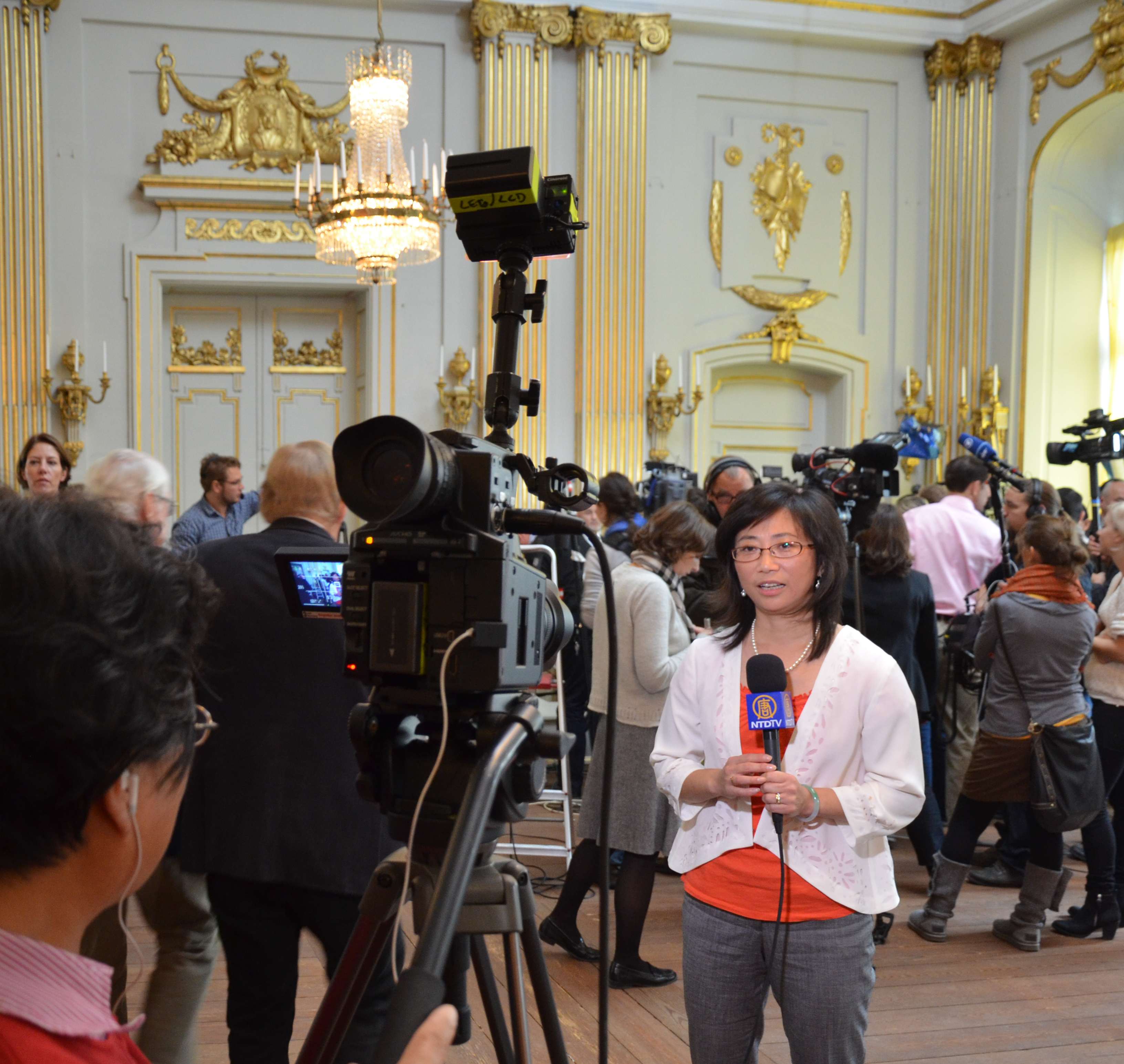
2012年，新唐人電視台記者采访2012年诺贝尔文学奖。

新唐人由法輪功修煉者創辦。據其2007年向華爾街日報表示，創建初期它的職工大多數是修煉法輪功的義工，維護運作是獨立於法輪功之外的。其台名標誌為法輪功創始人李洪志亲自手书。据新唐人總裁李琮表示，最初成立时的構想，一個主要的部分是要为法輪功發聲，但媒體也可以在推進中國民主上扮演重大的角色。2002年2月，新唐人在北美地區開播。目前透過衛星、有線電視、無線電視、網路電視（IPTV）全天候向亞洲、歐洲、美洲、澳洲的上億觀眾播放。根據《華爾街日報》報導，新唐人是不受中國官方控制的電視臺，節目不經過中華人民共和國政府的審查，收視範圍於全世界涵蓋两億觀眾，其中包括五千萬中華人民共和國的觀眾。自成立以來，新唐人已有加拿大、台灣等分台，播報語種已擴大到包括英語、西班牙語、日語、法語、俄語、波斯語、希伯來語等18個語言版本。節目內容包括新聞、時事分析、藝術、文化、旅遊、娛樂新聞、健康和生活方式、兒童節目。
美國《華爾街日報》於2007年報導中認為，對於支持中國民主化的異議人士而言，新唐人扮演了一個媒體平台，讓「反對聲音的存在」成為可能，協助建立了數十年來挑戰中共執政當局最重要的海外異議運動，並引述中國異議人士說法，包括中華人民共和國一部分民眾也在收看新唐人电视节目。在新唐人的報導方面，《華爾街日報》2007年指出，新唐人常報導被中华人民共和国國營媒體視為禁忌的議題，包括政治、貪腐等問題，2003年新唐人电视台比中国官方媒體提前三周，報導了SARS爆發的消息；而在美國及台灣選舉期間，新唐人也現場轉播選舉活動，也曾還準備於2008年美國總統選舉時也以現場直播方式呈現。新唐人亦常報導法輪功相關新聞，並關注（focus）報導中國各種民生民權問題（即当局所稱的“負面新聞”）；同时報導并关注，受《喬高-麥塔斯調查報告》指控的中國執政當局有系統地摘取遭拘禁法輪功信徒的器官，作為移植之用。喬高-麥塔斯調查報告的後續發展，連續多年列入聯合國人權委員會酷刑高級專員的關注報告，該指控亦連續多年被收入美國國務院及國會人權報告、自由之家等國際人權機構的報告，後來BBC、CNN、費加羅報、紐約時報等國際主流媒體亦跟進報導，中華民國立法院、歐洲議會、澳洲參議院、美國眾議院等也通過譴責的決議案。。
《美聯社》報導則指出，中共當局一直詆毀新唐人，稱其是被當局鎮壓的法輪功精神運動的代言者；不過，美聯社引述國際新聞工作者聯盟說法指出，新唐人電視從2001年開辦以來已贏得「客觀和及時地報導政治、經濟和文化的國際聲譽」，記者無國界組織則認為新唐人是「唯一一個通過衛星無約束地傳到中國觀眾的非政府的中文頻道。」《華爾街日報》2007年報道，職工多是修煉法輪功的義工，新唐人的董事會成員包括了法輪功學員，不過，新唐人總裁否認其為「法輪功的媒體」，因為新唐人的維護運作是獨立於法輪功之外的。中國共產黨執政當局及其官媒黨媒，因認為新唐人電視台是法輪功背景的媒體，在不同場合以不同形式施壓及杯葛，例如：台灣的中華電信據報導曾因中共壓力試圖不再與其續約、在中華人民共和國建政日期間曾遭蓋台十多天；2013年因中国廣電總局禁令中華人民共和國及香港媒體不得與新唐人电视台同场出展，臨時集體杯葛該屆台北電視節。主辦者中華民國文化部長龍應台表示遺憾，強調“台灣作為一個開放的社會，沒有理由去阻止專業媒體參與，這是中國大陸媒體的損失”。自由亞洲電台報導，中國大連市有13人因幫助中國民眾安装卫星天线，因其接收範圍含有新唐人電視台，因而被當局逮捕，並以涉及法輪功為由，阻止维權律師為其「无罪辩护」。包括《自由時報》、自由亞洲電台、美國之音、法國国际廣播電台等媒體，均曾經指出新唐人有「法輪功背景」。

## 频道
目前该台根据不同时区，分为美东、美西、加东、加西、欧洲、亚太（对台湾）及中国频道（对中国大陆），并提供当地特色节目。上述频道除通过地面电视、有线电视及卫星电视覆盖对象地区外，还通过网络进行直播。另外，该台可能会根据当地政策及法律对节目进行处理，如对台湾播出的新唐人亚太台就会在节目开始前标注当地的节目分级。

## 對華衛星波折

### 法國歐衛公司

#### 2005年歐洲衛星解約事件
新唐人自2004年4月5日起向歐洲通訊衛星公司租用W5衛星向大陸和亞洲廣播，2005年4月15日租約到期停播，未獲續約。《華爾街日報》社論文章質疑「 Eutelsat 有雙重標準」、「北京在這件事情背後起的作用人人心知肚明」（"歐衛公司的營業規則規定，任何電視臺只要能按時付費，節目內容健康，有助於資訊自由流通，他們一律給予播放。"）文章還透露，北京當局透過商業合約施壓，歐衛公司2004年12月和中國政府信息產業部所屬中國衛通集團簽署合作條約（2008年北京奧運轉播利益）；華日還指出，熟悉內情人士相信，歐衛公司及法國政府遭遇來自中國衛通集團的巨大壓力，歐衛因此才決定停止與新唐人續約。
新唐人總裁李琮稱，新唐人和歐衛公司2004年剛簽約時，北京當局就已試圖迫使中止合約。美聯社報導，多個關心新聞資訊的民間組織，強烈批評歐衛的作法。國際新聞工作者聯盟IFJ總幹事懷特（Aidan White）說，「突然以這種方式停止與一家獨立廣播公司的合同，是一個莫名其妙的決定。它顯然是一次令人震驚的審查行動」「明顯地受到了來自中國的壓力。」無國界記者組織批評該公司違背了歐洲和國際的慣例及公約。
經談判後，歐衛公司在2005年9月2日續約6年並復播。《華爾街日報》2005年9月報道了續約的部份原因，稱在美國政府更廣泛關心中國人權的政策下，此合約案引發有關新聞自由的國際爭執，並暴露了中华人民共和国政府長期阻礙和控制外國媒體直接向大陸播放的企圖。同年5月向澳洲申請政治庇護的前中華人民共和國外交官陳用林7月向美國國會聽證會指出，在歐衛宣佈不再與新唐人續約之後，中華人民共和國外交部傳達報告聲稱這是「一次大勝利」。人們因此留意歐盟領袖、美國國會議員和一些控制歐衛的私有公司。美國兩黨約100位國會議員聯名信函給布什總統表示：「沒有任何理由，美國納稅人應該資助一個公司，而該公司卻支持一個壓制、禁止自由媒體的政權。」歐衛公司考量和中國大陸商業利益的決定，提示了美國布什政府和五角大廈，也以美國政府與歐衛公司的其它合約案的利益，來促使歐衛公司同意繼續為新唐人向中國傳送訊號。分析員評論，這項續約協議，潛在地破壞了中華人民共和國政府對外國公司近乎完全的控制。
此外，數十位歐洲議會議員寫聯名信給歐衛公司總裁Giuliano Berretta要求復播，另有5萬多名觀眾簽名的請願書促請向歐洲通訊衛星公司希望復播。台灣方面，新聞局長和45位國會議員也關切支援。

#### 2008年歐衛斷訊事件
2008年6月，北京奧運開幕前夕幾週，歐衛公司突然無預警以「電源供電出現異常」理由切斷新唐人及另三個華語廣播電台對中國及亞洲的訊號，且未提進一步解釋，亦未提供替代方案保障訊號發射。國際記者聯盟IFJ認為，此事「發生在北京奧運會的高度敏感期，技術的藉口似乎並不令人驚訝...且越來越假」，當美國廣播理事會BBG於7月主動終止自由亞洲電台、美國之音與歐衛公司的合約，衛星的確空出其他「無故障」轉頻器可用，但新唐人仍未復播，IFJ秘書長懷特（Adien White）聲明「我們期望歐衛停止再以技術為藉口逃避問題，應把自由營運權還給廣播電視公司。」。
記者無國界組織公布調查錄音證據指出，歐衛駐北京代表承認，法國總部總裁多次受到中国政府壓力而決定中斷訊號「停播是我們法國公司總裁命令，兩年前，中華人民共和國廣播電影電視總局就堅持說，在開始一切談判之前，先停掉這個台（新唐人）」，而中华人民共和国駐義大利大使孫玉璽也在電話中承認與歐衛總裁、副總裁交涉，要求停播，並在斷訊後鼓勵歐衛、要求歐衛「正面宣傳」中華人民共和國。新唐人方面譴責中华人民共和国政府違反奧運精神。
歐洲議會於2009年2月3日發佈效力形同決議的書面聲明「自2004年以來向中國（大陸）播出的唯一獨立的中文電視台...敦促歐衛公司立即恢復新唐人向中國（大陸）的轉播，並對其中斷轉播的行為作出解釋，並呼籲歐盟委員會及歐盟成員國採取必要的措施，幫助恢復新唐人對中國的播出，並支援數百萬中國公民獲取不被當局監控的資訊。」
法新社報導，巴黎上訴法院2010年6月底判決新唐人勝訴，同意將任命專家，進行調查歐衛公司2008年奧運前夕中斷訊號的真正原因；法新社引述判決「可以相信，歐衛並不是像公司所說的由於經濟原因選擇了中斷C4號轉播器，而是由於一些違背它對服務職責的道德意識的政治原因。」

### 台灣中華電信

#### 2009年亞太台遭蓋台事件
新唐人亞太台（台灣分台）長期租用中華電信「中新一號」衛星頻道播送。2009年9月17日起，新聞節目陸續遭不明惡意斷訊14天，10月1日中共建政日一整天被蓋台。中華電信與中華民國國家通訊傳播委員會（NCC）束手無策，創下中華民國民營電視台遭長時間訊號干擾的首例，成為新聞自由度受侵害的知名案例。
新唐人指控為北京當局所為，美國自由之家組織在年度新聞自由報告中質疑，中華民國言論開始在北京當局認為敏感的議題上自我設限，新唐人在中華人民共和國十月一日建政六十年時遭訊號蓋台「讓人懷疑是刻意所為」。
中新一號是中華民國政府唯一有主控權的衛星，政府的防救災通訊電話、導航系統、國防部、氣象局等皆使用同一顆衛星，蓋台不僅涉及新聞自由，還波及國家安全、防救災安全，國會立法院交通委員會通過提案要求NCC、中華民國交通部及中華電信調查蓋台原因。新唐人技術部門，提供一個透過衛星解碼器發現的疑似干擾源（頻道名稱CHT，正好與中華電信縮寫相同），NCC要求中華電信說明，但迄今仍未查明真相、干擾者。記者無國界組織對於政府及中華電信未能查出蓋台干擾源，表達對台灣媒體自由的嚴重關注。

#### 2011年中華電信續約爭議
中華電信2011年5月以「新衛星中新二號頻寬不足」擬不續約，新唐人向國家通訊傳播委員會ＮＣＣ陳情，指出新衛星性能及頻寬都大幅提高，質疑中華電信濫用市場地位，為了在中國發展電信業務，刻意討好中共。NCC表示，依據電信法，市場主導業者不得為差別服務，承諾展開調查。中華電信對外表示，發射ST-2衛星是為了「延續ST-1舊客戶」及開拓新客源，並將提升其在東亞通信之樞紐地位；因此，頻寬不足的說法令外界質疑，台灣通信網路產業工會 （页面存档备份，存于）理事長張緒中投書媒體指出，此案「涉及憲法新聞自由、言論自由層次問題」並公開質疑中華電信「技術性打壓難服眾」，「從中華電信公司國際分公司所顯示頻段使用業者，第一印象可能這是台灣政府屈服中共『陰謀』。」
總統府原先定調「私經濟行為」表態不介入。但由於台灣官方交通部是中華電信最大的股東，持股超過三分之二，董事會成員全由政府推薦（含政府官員）。因此，部份友台的美國眾議員例如柏克利（Shelley Berkley）、康諾裡（Gerry Connolly）等人致函台灣政府指出「中華電信任何決定都會被視為是官方（台灣政府）政策」，憂心中華電信拒絕續約或有政治考量，擔心「有損台灣政府形象」。美國參議院台灣連線議員、軍事委員會成員約翰．柯寧（John Cornyn）也深表關切，強調維護新聞自由。美國眾議院外交委員會監督與調查小組委員會主席羅拉巴克（Dana Rohrabacher）質疑背後意圖，5月3日世界新聞自由日致函台湾總統馬英九，敦促台灣不要放棄新聞自由理念：「我很想知道中華電信的決定是否反映了更高層的政策，台灣的民主政府應該鼓勵在海峽兩岸傳播自由理念和傳統價值觀。」「中華電信此舉是自由國家對中共壓制政權漫長鬥爭道路上的又一個繳械行動。」「作為眾議院台灣連線（Taiwan Caucus）的創始人，我一向認為民主自由是連接我們兩國的紐帶」、「如果台灣不支援在中國爭取思想自由的鬥爭，那麼美國就沒有必要支援台灣。」
蘋果日報兩次社論引述馬英九過去「關切大陸人權發展」「人權是兩岸距離重要指標」，指出「台灣的最終安全是中國的民主化」，台灣為甚麼要幫助中华人民共和国政府「打壓一個人單勢孤的小小電視台，而袒護反民主的政權？」並質疑中華電信「藉口牽強」「背後動機耐人尋味」、「難道不是扼殺中國人難得的言論自由平台？」
行政院長吳敦義5月24日親自召開跨部會協調會議並裁示「新唐人是言論自由標竿，中華電信應提供不間斷衛星服務」。國會立法院亦於6月上旬經朝野協商通過100年度中央政府總預算案主決議，要求交通部督促中華電信續約，決議文指出「大法官會議釋字364號解釋業已確立新聞自由是基本人權受憲法保障之地位，故政府保障獨立媒體的發聲，即在維護民主社會中憲法所保障之言論及新聞自由之核心價值」、「新唐人亞太電視堅持報導兩岸三地關於民主、自由、法治事實真相」、「任何企業或個人以任何方式犧牲或損害獨立媒體發聲之行徑，政府應從憲法保障的高度出面制止。」、「中華電信繼承國家龐大電信資源，理應協助政府負擔社會責任、維護國民權益」、「以捍衛新聞自由、提供我國獨立敢言媒體傳輸自由訊息的完整保障，及維護民眾知的權利」；立法院長王金平並表示，該決議文對中華電信有拘束力。
中華電信終於6月22日同意續約。記者無國界於2012年1月公布2011年台灣的新聞自由度排名由第48進步至45，該組織表示新唐人衛星訊號續約案順利解決，排名因此小有提升。台灣大學新聞研究所教授張錦華則指出，續約事件雖非全負面，但也是名次未明顯上升的原因。美國自由之家則引述《Taipei Times》社論稱之為新聞自由的勝利。

#### 2013年中華電信續約爭議再起
據美國之音4月26日報導，中華電信2013年再次擬不續約，再度引起美方關注。美國國會眾議院外交委員會亞太小組委員會剛通過「2013年台灣政策法案」，擬全面提升美台政治經濟關係；委員會主席史帝夫·夏波特並透露，歐巴馬政府「正考慮」對臺出售F-16C/D型戰機。不過，法案支持者眾議員達納·羅拉巴克在表決前籲台灣政府，支持新唐人繼續向中國大陸傳播自由訊息，他認為馬政府作為有像徵意義「我當時（2011年中華電信續約案）說過如果台灣政府不支持續約，我們為什麼要支持台灣？而台灣政府當時回應了，結果是他們續約。今年我得再度呼籲台灣政府，再一次，我希望台灣政府和人民需要慎重處理此事。」眾議院外交委員會主席、台灣連線前共同主席史帝夫·夏波特亦公開贊同此觀點。
關於美國國會的關心，主要負責衛星業務的中華電信國際分公司總經理冷台芬4月30日被記者問及續約案時，迴避不願多談「這個問題不要提這個好吧...，我不想講這個，(目前有甚麼變數嗎？)不不不，不不不，都不能講...不不不，不能提。」前交通部次長、前中華電信董事長賀陳旦則表示「寬頻人權其實一直都是我們的主張」「請他們多有一點勇氣吧」。
新唐人台灣分台（亞太電視）董事長張瑞蘭4月30日公開喊話指出：「新唐人捍衛14億華人的知情權」，「兩年前新唐人續約成功被各界稱讚為台灣民主的勝利」；但自3月起兩度函請中華電信商談續約，皆未獲回；懇請總統馬英九督促中華電信儘速續約，保障獨立媒體發聲；呼籲政府不允許「任何企業或個人因政治或商業利益的考量，以任何方式、任何藉口來犧牲或是損害新唐人電視媒體為公共利益發聲的自由，甚至影響我國的國際形象。」美國自由之家主席表示中华人民共和国政府以許多金錢試圖透過多種手段影響；台大新聞所教授張錦華則認為，新唐人若無法續約，將衝擊自由之家對台灣的新聞自由評比。
中華民國政府國家通訊傳播委員會NCC主委石世豪表示「若中華電信不當，NCC將介入。」國會立法院交通委員會5月2日通過提案決議，要求NCC應依其組織法「‥應落實憲法保障之言論自由，確保通訊傳播市場公平有效競爭」及電信法第21條「‥保障通訊自由，不得差別處理」，NCC應依法協助完成續約程序，以保障新聞自由及閱聽眾權利，立法院長王金平則表示，2011年促成續約，現在將繼續努力敦促續約。

## 台北電視節風波
2014年第11屆台北電視節開展前，7月傳出中華民國文化部修改規定，被質疑以技術性針對封殺新唐人電視台參展，以迎合中華人民共和國官方；包括首度要求參展有線電視台的觀眾觸達率必須達60%、對參展者審查卻未公開審查標準，且取消往年自費參展模式。引發部分業界人士質疑政府作法「根本不是中華民國辦展，而是中國台灣區」，學者管中祥憂心此舉極不利台灣電視產業發展，且令人聯想與中華人民共和國政府的文化打壓有關。文化部影視局昨發表聲明澄清，表示每年都有評選制度，並非排擠特定媒體才增設新條款。《老外看中國》主持人郝毅博發起「網友一人一信致文化部守護民主」。
新唐人往年連續參加台北電視節。但2013年第10屆，傳出中華人民共和國政府國台辦、廣電總局下令要求自家官方電視台不得與新唐人共同參展，因此大陸媒體集體臨時退展。主辦者中華民國文化部長龍應台表示遺憾，強調“台灣做為一個開放的社會，沒有理由去阻止專業媒體參與，這是中國媒體的損失...大陸應該衡量輕重，不該放棄與台灣深度文化交流的機會。”"我們的遊戲規則也是開放的，那我們不可能因為任何跟專業無關的理由，去阻止任何人來參與這一個盛會"。

## 收視
美國
纽约/新泽西州/康州/宾州 WMBC-63.5 纽约/新泽西州 Verizon FiOS CH478  纽约/新泽西州伯根 Spectrum TV 1416  纽约/新泽西州 Cablevision 1151
大休斯敦地区 KYAZ-51.4   休斯敦 Wave Vision 761
大洛杉矶地区 免費天線 KXLA-44.7 或 Verizon FiOS CH489
旧金山地区 KCNS-38.5
夏威夷 Hawaiian Telcom 28
加拿大
大温地区的观众可在Shaw Cable的541频道，Novus的340频道收看新唐人电视台（付费）；并可在Shaw Cable的116频道（免费）收看新唐人电视台的部分节目。
大多地区的观众可在Rogers Cable的817频道，Bell Fibe TV的727频道收看新唐人电视台（付费）。
中國大陸
在中国大陆，由于在当地被防火长城封锁，因此需要翻墙才能收看，也可通过卫星电视接收。
台灣
台湾部分县市的有線电视可接收新唐人亚太台。

## 節目

### 新闻与评论类
中文类：新唐人环球直击、新唐人全球新闻、中国禁闻、今日点击、新唐人新闻周刊、新闻看点、世界的十字路口、新闻拍案惊奇、微视频、世事关心、社区广角镜、热点互动、大陆新闻解读、新闻大家谈、中国解密（英/中字）、真觀點、一周财经回顾、新唐人亚太新闻（亚太台）、亚太财经趋势（亚太台）、新闻大破解（亚太台）、早安新唐人（亚太台）、新唐人午间新闻 （页面存档备份，存于）（亚太台）
英文类：NTD Day News、NTD Evening News、China in Focus、NTD Business News

### 地方新闻类
今日大纽约、今日加州、今日湾区、今日休斯敦、聚焦加拿大

### 人文教育类
天韵舞春风、谈古论今话中医、经典天下、走近韩医、健康乐自在、美丽心台湾、东方神韵、笑谈风云、认识中医、悠游字在、健康加油站、艺海漫游、他才子妳佳人、北美生活热线、你农我侬、米米聚乐部、生活百分百、健康大哉问、英语专题、千古风流共画、走进新纪元、东方之旅、恋恋咖啡香、前沿访谈、Hello你好英语教学、古卷飘香、谈史论兵、幸福花园、乾坤无限大、未解之谜、四大发明、卓越营家、心灵咖啡馆、勇闯天际、七彩桥、健康99、幸福有家、神医再现、悠游字在、健康1+1

### 体娱休闲类
韓流世界、你好韩国、天下系列（旅行天下、筑梦天下、饮食天下、游学天下、创意天下）、e*star 娱乐新干线、新唐人环球体育、车行世界、澳洲广角、厨娘香Q秀、1000步的缤纷台湾、美食天堂、皇家音乐厅、健康是福、大千世界、珍品殿堂、杨门忠烈传、西游记、世界拍卖大观、八卦外一章、兴唐演义、和风细语、欧洲纵横、LA360、筑梦记实、美丽101、珍馔、文化采风、神州任我行、茶余饭后（粤语）、笔墨传奇、Open Mic 大小调、福尔摩沙大搜查、美丽心人、IQ-Open、幸福周末派、异国风情、Camera32E、懒人健身房、济公传、悦来乐好、金山绿谷、封神演义、岳飞传、今古传奇、家系列、生活大智慧、娱乐天天爆、生活向导、时尚纽约

### 特別专题类
九评共产党、神韵专题节目、传奇时代、我们告诉未来、新唐人全球系列大赛、风雨天地行、漫谈党文化、共产主义黑皮书、百年红祸、共产党百年真相、《共產主義的終極目的》、《魔鬼在统治着我们的世界》、《真实的江泽民》系列专题片

## 全球中華文化系列大賽
新唐人電視台為“弘揚純真、純善、純美”，以復興中華正統傳統文化為宗旨，推出新唐人全球華人系列大賽。
- 全世界中國古典舞大賽[81][82]
- 全世界華人美声唱法聲樂大賽[83][84]
- 全世界中華傳統武術大賽[85][86]
- 全世界華人小提琴大賽[87]
- 全世界華人鋼琴大賽[88]
- 全球漢服回歸設計大獎賽[89]
- 全世界中國菜廚技大賽[90]
- 全世界華人人物寫實油畫大賽[91]
- 全球華人攝影大獎賽[92]

## 历年主要主播與主持人
- 方菲，曾主持“方菲時間”，现为时事访谈类节目“热点互动”主持人。
- 班·黑哲（英语：Ben Hedges），漢名郝毅博，生於英屬香港，英國記者，主持美國新唐人電視台《老外看中國》、《老外看台灣》及《Learn Chinese now》等專題節目。[93]
- 姜光宇，曾主持过时事访谈节目“热点互动”，現為新唐人“全球新聞”、“中國禁聞”主播。曾就读于中国大陸中央戏剧学院表演系。在大陆曾主演多部电视剧（1997年《雍正王朝》扮演弘時）。
- 黄颖，新唐人电视台粤语主播兼记者。
- 慧秀（英文：HYESOO），韓國籍，精通韓、中、英三語，主持新唐人電視台《韓流世界 （页面存档备份，存于）》節目。曾做《estar 娛樂新幹線》、 《STAR LUXE》娛樂時尚節目的資深編輯。
- 安娜，新唐人电视台首批新闻主播，是持有联合国记者证件的特别记者，重采访中西主流社会的重要人物。
- 金然，新唐人电视台首批新闻主播，曾获中国大陸“全国少年优秀奖”。
- 艾倫，生於山東，加入新唐人電視台之前，已是12年的戲曲演員，也拍過電視劇、廣告，做過戲曲藝術家、演員。
- 石濤，新唐人电视台评论员，任《今日点击》、《石涛评述》、《涛哥侃电影》等专题节目制作人、主播。
- 萧茗，《世事关心》主持人，香港反对逃犯条例修订草案运动期间，曾数次当面采访美国前白宫首席战略家史蒂夫 · 班农。
- 林澜，新唐人电视台资深主播、记者，曾主持节庆、专题等重要节目，现任《今日焦点》专题节目制作人、主播。
- 黃雅兒（英文：Jojo），生於台灣新北市瑞芳小鎮，曾爲影視劇演員，新唐人电视台资深主播。曾主持《JOJO的世界地圖》[94]，現任《健康1+1》主播。

## 獲獎記錄

### 紀錄片《偽火（页面存档备份，存于）》
《偽火》是一部紀實短片，對2001年初北京天安門廣場發生的「自焚」做了詳細的分析。該片使用中央電視臺播出的畫面，通過放慢鏡頭，逐條分析其中的漏洞，指證並闡述自焚事件是中共官方造假嫁禍抹黑法輪功。影片進一步分析了法輪功自中共打壓以來經歷的迫害，以及「自焚事件」對民眾心理的影響。。
- 2003年，美國第51屆哥倫布國際電影電視節「榮譽獎」

### 紀錄片《葉蕾蕾傳奇》
講述了華人藝術家葉蕾蕾18年來在費城黑人社區通過公共藝術，提升了居民對生活的信心和自我認識，深受居民的愛戴。葉蕾蕾多次獲得美國政府褒獎。評委認為這是一部很有藝術水準的作品。
- 2003年，美國第51屆哥倫布國際電影電視節「藝術類紀錄片-銅獎」

### 華語電影《沙塵暴》
第一部反映中华人民共和国政府鎮壓法輪功的電影，由新唐人製作、加拿大著名演員、導演麥克·馬洪恩編導，獲得逾20個獎項，例如：
1. 2004年，美國俄克拉荷馬州中心之最影展（英语：DeadCENTER_Film_Festival）故事片類「最佳影片獎」、俄國莫斯科第六屆法律與社會國際電影節「特別獎」（ International Festival of detective films and television programs on law-enforcement themes "LAW and SOCIETY"）、費城國際電影節（英语：Philadelphia_Film_Festival）「最佳影片獎（Best Featured Film）、美國佛州第11屆天帕獨立電影節「最佳影片獎」、休斯頓獨立電影節「最佳故事片獎」。
2. 2005年，美國佛州Blue Ridge電影節「最佳故事片」「最佳影片獎」、美國印州風之歌國際電影節「最佳故事片獎」
3. 2006年，新美國媒體（英语：New America Media）「最佳深度新聞報導獎」（Best Investigative/In-Depth）：由資深製作人蕭茗與《世事關心》節目組製作的《中國網路封鎖背後的西方公司 （页面存档备份，存于）》（Hi-tech companies, the Chinese government and the Internet）特別報導[97]。
4. 2011年，美國芝加哥國際電視獎（雨果電視獎）（英语：Chicago International Film Festival），調查類新聞記錄片「優秀獎」：電視片《生死之間 （页面存档备份，存于）》（Between Life and Death）獲得[98]。

### 電影紀錄片《自由中國-有勇氣相信》
此紀錄片導演麥克爾‧帕爾曼World2Be工作室合作，獲獎紀錄：
1. 2012年4月，入圍第17屆美國棕櫚灘國際電影節（英语：Palm_Beach_International_Film_Festival）[100]。
2. 2012年4月，獲得第45屆美國休士頓國際電影節，評審團特別獎（Special Jury Remi Award）[101]。
3. 2012年5月，美國費城第一屆言論自由電影節（英语：American_INSIGHT#Free_Speech_Film_Festival），唯一大獎[102]。
4. 2012年5月，獲得2012洛杉磯真相電影節（Awareness Festival） （页面存档备份，存于），國際政治和文化敘事紀錄片頭等獎[103]。
5. 2012年，美國科羅拉多州丹佛自由思想電影節 （页面存档备份，存于），最佳影片獎[104]。
6. 2012年10月，入圍好萊塢影視音樂大獎（HMMA），最佳原創專輯（SOUNDTRACK ALBUM），同時入圍的尚有《亞果出任務》、《暮光之城4：破曉》等片[105]。
7. 2012年11月，秘魯第九屆蘭巴耶克國際短片電影節（西班牙语：Festival_Nacional_e_Internacional_de_Cortometrajes_Cusco_Perú），最佳記錄片獎[106]。

### 華語電影《機緣》
第一部由華人導演製作的電影，反映中华人民共和国政府鎮壓法輪功的電影，由新唐人製作、加拿大著名演員、導演章天亮編導。

### 自製動畫節目《悠遊字在》
啟發孩子對正體漢字的喜愛與生命的關懷。獲獎8項，入圍與入選22國，50多項影展。
1. 2008年，獲中華民國行政院新聞局廣播電視小金鐘獎「最佳兒少動畫獎」[107]
2. 2016年，獲西班牙歐洲國際影展「最佳動畫導演」[108]、西班牙製片國際影展「佳作獎」[109]、加拿大國際短片影展「動畫傑出獎」[110]、俄羅斯巴尼國際影展 「最佳卡通」[111]、美國心域洛杉磯國際影展「金獎」[112]

### 原創動畫節目《天庭小子-小乾坤》
詮釋中華傳統品格經典《弟子規》的趣味現代故事動畫。獲獎54多項，入圍與入選39個國家，120多項影展。
1. 2014年，獲臺灣首座休士頓國際影展「電視製作兒童類-金獎」[113]
2. 2015年，獲中華民國經濟部工業局「數位內容產品獎」[114]、中華民國文化部文創之星「最佳人氣獎」[115]
3. 2016年，獲好萊塢國際影展「最佳動畫短片」[116]、洛杉磯獨立影展「最佳動畫短片」[117]、以色列近拿撒勒影展「最佳兒童動畫」[118]、印度諾伊達國際影展「最佳動畫-評審團獎」[119]、美國國際金勳章影片大賽「動畫-卓越獎」[120]、美國F.A.M.E.'US國際影展「最佳動畫-銅獎」[121]、澳洲影像國際影展「動畫佳作獎」[122]、印度阿察利亞圖希影展「最佳動畫 」[123]、美國聚光短片國際影展「最佳獨立短片-銀獎」[124]、西班牙巴塞隆納星球影展「最佳動畫短片」[125]、加拿大全球首映國際影展「最佳動畫」[126]、西班牙歐洲線上國際影展「最佳動畫短片」[108]、英國新文藝復興國際影展「動畫卓越獎」[127]、美國國際獨立電影獎「動畫類金獎」[128]、美國夏日滿貫影展「最佳動畫短片評審團獎」[129]、美國夏日滿貫影展「觀眾票選最佳動畫短片」[129]、印度AAB國際影展10月競賽「最佳影片」[130]、加拿大北美電影獎「評審團特別獎」[131]、西班牙製片國際影展「佳作獎」[109]、俄羅斯薩萊爾國際獨立影展「最佳國際動畫」[132]、阿根廷美洲國際影展「最佳動畫短片」[133]、俄羅斯巴尼國際影展「最佳卡通」[134]、美國心域洛杉磯影展「最佳動畫銀獎」[135]、美國最佳短片大賽「動畫卓越獎」[136]、美國南方短片大獎賽「音樂優異獎」「剪輯優異獎」「產品設計優異獎」[137]、澳洲影像國際影展「最佳動畫首映獎」[138]
4. 2017年，榮獲波蘭歐洲電影獎「最佳動畫短片」[139]、加拿大世界國際影展「榮譽奬」[140]、全球獨立電影獎「最佳動畫銀奬」[141]

## 榮譽
- 基督教科學箴言報認為其為「美國境內首家獨立中文電視台」 "the first independent Chinese-language TV station in the US."[4]
- 《華爾街日報》於2007年描述法輪功延續著一支在中國挑戰執政當局的悠久傳統，報導認為，對於支持中國民主化的異議人士而言，新唐人是個平台，協助建立了數十年來挑戰當局最重要的海外異議運動之一，並引述新唐人總裁李琮的話表示「媒體可在推進中國民主上扮演重大角色」。旅美中國經濟學家何清漣表示，新唐人電視「讓『反對聲音的存在』成為可能(allow an opposition voice to exist)，這是他們最大的價值」。該文並引述中國異議人士的說法，稱包括中國一般民眾也在收看新唐人。[7]

## 外部連結
- 新唐人中文电视台
- 新唐人英文電視台
- 新唐人亞太電視台
- 新唐人亞太電視台直播的Twitch频道
- 新唐人電視台的youtube频道 （页面存档备份，存于）